# Герб Конотопа
Герб Коното́па (укр. Герб Конотопа) — один из двух официальных символов города Конотопа Сумской области Украины наряду с флагом города.

## История

Первый официальный герб Конотопа. 1782 г.

Проект герба Конотопа 1865 г.

Символика герба Конотопа XVIII века известна из многочисленных отпечатков печатей города того времени. На старейших из них крест находится над полумесяцем, а вокруг концов креста — 4 звезды. Известно приблизительно 7 видов городских печатей в период второй половины XVII века — 1770-х гг. Так, на найденной в фондах Института рукописей НБУ им. В. Вернадского печати города 1705 года находится изображение креста, сопровождаемого вверху шестиугольной звездой, а внизу — полумесяцем, и надпись: «ПЄЧАТЬ ГОРОДА КОНОТОПА». На поздней печати — 1744 года (употребляемой местным сотенным управлением) те же самые фигуры находятся в иной последовательности — крест, под которым шестиугольная звезда и полумесяц; вокруг герба — фрагменты надписи: «ПЄЧАТЬ МЬСКАІА».
Первый официальный герб города Конотопа был утверджён 4 июля 1782 года вместе с другими гербами Новгород-Северского наместничества. На красном фоне в центре изображён лапчатый (казацкий) крест, под ним — полумесяц, а над крестом — шестиугольная звезда. В такой редакции герб просуществовал без изменений до 1917 года.
Проект герба Конотопа Б. Кёне был разработан 28 апреля 1865 года. В червлёном щите гвоздевидный крест, сопровождаемый в углах 4 золотыми звёздами с шестью лучами, под крестом опрокинутый серебряный полумесяц. В вольной части герб Черниговской губернии. Щит увенчан серебряной стенчатой короной и окружен золотыми колосьями, соединенными Александровской лентой.
В эпоху СССР выпускалось несколько разновидностей гербоподобных сувенирных значков с эмблемами Конотопа. Тем не менее, неизвестно, существовал ли тогда герб Конотопа.
Современный герб был принят решением XVIII сессии городского совета XXIII созыва 5 апреля 2001 года. За основу герба был взят герб города 1782 года. Элементы герба подчеркивают роль Конотопа в украинской истории — во времена Гетманщины Конотоп был сотенным городком.

## Описание
Герб города представляет собой геральдический щит французской формы (четырёхугольный, заострённый вниз). В червлёном поле находится золотой лапчатый крест, под ним — рогатый полумесяц с рожками вверх, а сверху — шестиугольная звезда.
Сюжет герба традиционен для гербов городков Гетманщины второй половины XVII века — 1770-х годов. Множество этих городов имели на то время разнообразные комбинации крестов, звёзд и полумесяцев (Батурин, Глухов, Решетиловка, Келеберда, Ичня, Великие Сорочинцы и другие). Эти символы употреблялись и на печатях (как городских, так и сотенных), и на флагах. Звезда является христианским символом (в частности — олицетворяет Богородицу), как и крест (преобладает тип с расширяющимися концами, так называемый казацкий). Полумесяцу придают разные значения. Очень часто кресты и звёзды располагаются над полумесяцем, что даёт основания толковать такие символы, как олицетворение борьбы казаков против татар и турок. Красный цвет — символ любви, крови, отваги и мужества, а жёлтый цвет — символ благородства и богатства.
| Схема   | Жёлтый             | Красный        |
| ------- | ------------------ | -------------- |
| Pantone | Pantone Yellow C   | Pantone 485 C  |
| Lab     | 89, -7, 88         | 47, 69, 56     |
| RAL     | 1016 Sulfur yellow | 2002 Vermilion |
| RGB     | 255, 222, 0        | 220, 35, 0     |
| CMYK    | 0, 13, 100, 1      | 0, 84, 100, 14 |
| HEX     | #ffde00            | #dc2300        |
| Websafe | #fc0               | #c30           |